# Paul Lambert
Paul Lambert (ur. 7 sierpnia 1969 w Glasgow) – szkocki trener i piłkarz, który występował na pozycji pomocnika.

## Kariera klubowa
Lambert urodził się w Glasgow. Jednak karierę rozpoczął w mieście Paisley w tamtejszym klubie St. Mirren FC. W sezonie 1985/1986 zadebiutował w Scottish Premier League, a już w następnym był podstawowym zawodnikiem tego klubu. W 1987 roku dotarł z nim do finału Pucharu Szkocji, a jego zespół pokonał w nim 1:0 po dogrywce Dundee United. W sezonie 1987/1988 wystąpił w Pucharze Zdobywców Pucharów i dotarł z St. Mirren do 1/8 finału, skąd odpadł po dwumeczu z belgijskim KV Mechelen (0:0, 0:2). W St. Mirren grał do 1993 roku i rozegrał 227 spotkań zdobywając w nich 14 goli. Jego kolejnym klubem w karierze został Motherwell F.C. W sezonie 1994/1995 wystąpił z nim w Pucharze UEFA, podobnie jak rok później, ale nie odniósł większych sukcesów. Przez trzy lata w barwach Motherwell wystąpił 103 razy i sześciokrotnie pokonywał bramkarzy rywali.
Latem 1996 roku Lambert przeszedł do niemieckiej Borussii Dortmund. 17 sierpnia zadebiutował w Bundeslidze w przegranym 2:4 wyjazdowym spotkaniu z Bayerem 04 Leverkusen i w debiucie zdobył gola. W zespole Borussii był podstawowym zawodnikiem i wystąpił z nią w Lidze Mistrzów. Dotarł do finału i był jednym z najlepszych zawodników tego spotkania, rozegranego 28 maja 1997 w Monachium. Borussia pokonała w nim 3:1 włoski Juventus F.C., a on sam zaliczył asystę przy pierwszym golu Karla-Heinza Riedle. Stał się pierwszym brytyjskim piłkarzem, który zdobył Puchar Mistrzów z nie-brytyjskim klubem. W Borussii grał do listopada 1997 i wówczas odszedł z zespołu. W lidze niemieckiej wystąpił 44 razy i zdobył 1 bramkę.
Nowym klubem Lamberta został Celtic F.C., do którego pomocnik trafił za 2 miliony funtów. W barwach "The Boys" zadebiutował 8 listopada w przegranych 0:1 derbach z odwiecznym rywalem, Rangers F.C. W Celtiku, podobnie jak w Dortmundzie, był graczem wyjściowej jedenastki i na koniec sezonu wywalczył swój pierwszy w karierze tytuł mistrza Szkocji. Następnie w latach 1999–2000 zostawał wicemistrzem, a w 2001 roku sięgnął po dublet. W 2002 roku znów został mistrzem kraju, a w 2003 roku dotarł do finału Pucharu UEFA, jednak Celtic przegrał w finale 2:3 z FC Porto. W 2004 roku zdobył swój drugi dublet, a w 2005 kolejny krajowy puchar. W Celtiku grał do końca sezonu 2004/2005 i rozegrał dla tego klubu 193 mecze, w których zdobył 14 goli. Latem 2005 przeszedł do Livingston F.C., gdzie został grającym menedżerem, ale niedługo potem zakończył karierę zawodniczą.
| Sezon   | Klub              | Kraj    | Rozgrywki               | Mecze | Bramki |
| ------- | ----------------- | ------- | ----------------------- | ----- | ------ |
| 1985/86 | St. Mirren FC     | Szkocja | Scottish Premier League | 1     | 0      |
| 1986/87 | St. Mirren FC     | Szkocja | Scottish Premier League | 36    | 2      |
| 1987/88 | St. Mirren FC     | Szkocja | Scottish Premier League | 36    | 2      |
| 1988/89 | St. Mirren FC     | Szkocja | Scottish Premier League | 16    | 2      |
| 1989/90 | St. Mirren FC     | Szkocja | Scottish Premier League | 25    | 3      |
| 1990/91 | St. Mirren FC     | Szkocja | Scottish Premier League | 31    | 2      |
| 1991/92 | St. Mirren FC     | Szkocja | Scottish Premier League | 40    | 2      |
| 1992/93 | St. Mirren FC     | Szkocja | Scottish Premier League | 39    | 1      |
| 1993/94 | St. Mirren FC     | Szkocja | Scottish Premier League | 3     | 0      |
| 1993/94 | Motherwell F.C.   | Szkocja | Scottish Premier League | 32    | 3      |
| 1994/95 | Motherwell F.C.   | Szkocja | Scottish Premier League | 36    | 1      |
| 1995/96 | Motherwell F.C.   | Szkocja | Scottish Premier League | 35    | 2      |
| 1996/97 | Borussia Dortmund | Niemcy  | Bundesliga              | 31    | 1      |
| 1997/98 | Borussia Dortmund | Niemcy  | Bundesliga              | 13    | 0      |
| 1997/98 | Celtic F.C.       | Szkocja | Scottish Premier League | 26    | 2      |
| 1998/99 | Celtic F.C.       | Szkocja | Scottish Premier League | 33    | 1      |
| 1999/00 | Celtic F.C.       | Szkocja | Scottish Premier League | 25    | 1      |
| 2000/01 | Celtic F.C.       | Szkocja | Scottish Premier League | 27    | 1      |
| 2001/02 | Celtic F.C.       | Szkocja | Scottish Premier League | 34    | 5      |
| 2002/03 | Celtic F.C.       | Szkocja | Scottish Premier League | 31    | 3      |
| 2003/04 | Celtic F.C.       | Szkocja | Scottish Premier League | 13    | 1      |
| 2004/05 | Celtic F.C.       | Szkocja | Scottish Premier League | 4     | 0      |
| 2005/06 | Livingston F.C.   | Szkocja | Scottish Premier League | 7     | 0      |

## Kariera reprezentacyjna
W reprezentacji Szkocji Lambert zadebiutował 21 maja 1995 roku w zremisowanym 0:0 spotkaniu Kirin Cup z Japonią. W 1998 roku został powołany przez Craiga Browna do kadry na Mundial we Francji. Tam zagrał we wszystkich trzech spotkaniach grupowych: przegranym 1:2 z Brazylią, zremisowanym 1:1 z Norwegią i przegranym 0:3 z Marokiem. Ostatni mecz w kadrze rozegrał we wrześniu 2003 roku przeciwko Niemcom (1:2). W drużynie narodowej zagrał 40 razy i strzelił jednego gola.

## Kariera trenerska
W latach 2005–2006 Lambert był grającym menedżerem Livingston F.C. Wcześniej zdał licencję trenerską UEFA w Niemczech. 30 czerwca 2006 został menedżerem angielskiego Wycombe Wanderers, grającego w Football League Two. W 2007 roku doprowadził go do półfinału Pucharu Ligi Angielskiej. Po drodze zespół pokonał m.in. grające w Premiership, Fulham F.C. i Charlton Athletic. W 1/2 finału natrafił na Chelsea F.C. i na własnym stadionie zremisował 1:1 by ulec na Stamford Bridge 0:4. Był to pierwszy przypadek od 30 lat w Anglii, gdy zespół z poziomu czwartej ligi awansował do półfinału rozgrywek o Puchar Ligi. W 2008 roku został menedżerem Colchester United, a w 2009 roku Norwich City. Gdy przejmował tę ostatnią drużynę, występowała ona w trzeciej lidze. W ciągu dwóch sezonów awansował z nią najpierw do Championship, a następnie do Premier League. W niej zajął 12. miejsce w sezonie 2011/12.
2 czerwca 2012 został trenerem Aston Villi. 11 lutego 2015 po słabych wynikach drużyny został zwolniony z Aston Villi. Od stycznia do maja 2018 był menadżerem Stoke City, z którym spadł z Premier League. W październiku 2018 objął posadę trenera w Ipswich Town.